# Lasiognathus dinema
Lasiognathus dinema — риба родини Тауматихтові, виловлена 2015 року в північній частині Мексиканської затоки. Учені з Міжнародного інституту дослідження видів (International Institute for Species Exploration) визнали відкриття цього виду риби одним із  десяти найцікавіших і незвичайних живих істот, описаних 2015 року.
Даний вид риб мешкає на глибинах 1000—1500 метрів, було виловлено 3 самки, величиною 3—9,5 см.